# Sonronius clavata
Sonronius clavata är en insektsart som beskrevs av Delong och Davidson 1934. Sonronius clavata ingår i släktet Sonronius och familjen dvärgstritar. Inga underarter finns listade i Catalogue of Life.